# Ашваттгама
Ашваттгама (санскр. अश्वत्थामा, Aśvatthāmā IAST, «Кінська сила»), також Ашваттгаман (санскр. अश्वत्थामन्, Aśvatthāman IAST) — герой давньоіндійського епосу «Магабгарата», син Дрони і Крип, онук мудреця Бгарадваджі, один з семи чіранджіві (безсмертних). Ашваттгама був улюбленцем Дрони. Під час Битви на Курукшетрі, воював на боці Кауравів. Хибна звістку про смерть Ашваттгами призвела Дрону до загибелі від руки Дгріштад'юмни. Ашваттгама був одним з видатних воєначальників, які виступили на стороні Кауравів під час битви на Курукшетрі. У Бгагавад-гіти Дурьодхана згадує ім'я Ашваттгами в ряду таких непереможних воїнів як Бгішма, Карна, Кріпа, Вікарний і Бхурішрава.
Однак Ашваттгама більше відомий не як великий воїн, а як недостойний син брахмана Дроначарьі, а також як агресор, злочинно убив п'ятьох дітей Пандавів і поніс за це справедливе покарання. Будучи сином брахмана, сам Ашваттгама таким не був, оскільки якостями, властивими брахманові, не мав. Звання брахмана гідні тільки самі розумні люди, воно не передається у спадок. Але, оскільки Ашваттгама був сином брахмана, тексти Бгагавата- Пурани характеризують його як Брагма-бандгу, що означає «один брахмана» або «деградованих брахман». Обезголовивши п'ятьох спали синів Драупаді, Ашваттгама приніс їх голови як трофей своєму панові Дур'одгане, по дурості вважаючи, що той буде задоволений. Однак Дур'одгана не схвалив цього низького вчинку.
Дізнавшись про лиходійське вбивстві дітей, охоплена скорботою Драупаді заридала, і Арджуна пообіцяв їй принести голову цього агресора. Одягнувшись в зброю, взявши смертоносну зброю і зійшовши на свою колісницю, Арджуна пустився в погоню за Ашваттгамой. Побачивши стрімко наближається до нього Арджуну, Ашваттгама почав в страху вимовляти гімни, що приводять у дію брагмастру (ядерна зброя), попри те, що не володів умінням зупиняти її дію. Брагмастра, випущена Ашваттгамой, сином Дрони, була спрямована на п'ятьох Пандавів і на останнього нащадка роду Пандавів — немовляти, що знаходиться в утробі Уттар, дружини Абгіманью. Побачивши наближається до них сліпучу брагмастру, всі п'ятеро братів Пандавів взялися кожен за свою зброю, а Уттара звернулася до Крішні з благанням захистити її ще не народжене дитя. Крішна оточив плід в утробі Уттар своєю внутрішньою енергією, і таким чином життя останнього нащадка Куру була збережена. Цим врятованим немовлям був майбутній імператор світу, який прославився під назвою «Парікшит, святий цар, людина великого розуму і великої відданості.
Тим часом Арджуна, побачивши всюди нестерпний сліпуче світло і відчувши, що його життя в небезпеці, звернувся до Крішні, питаючи, що це за сяйво і звідки воно виходить. Крішна роз'яснив Арджуне, що це — брахмастра, яку син Дрони привів у дію прочитанням гімнів і що протидіяти брагмастрі може тільки інша брагмастра. Послухавши поради Крішни, Арджуна випустив свою брагмастру і так зупинив дію брагмастри, випущеної Ашваттгамой. Після цього Арджуна захопив Ашваттгаму, зв'язав його мотузками і доставив у військовий табір. За ведичними законами, Ашваттгаму слід було вбити як агресора: «Жорстокий і підла людина, що підтримує своє існування ціною життя інших, для свого ж блага заслуговує на те, щоб бути вбитим, а інакше через свої вчинки він буде опускатися все нижче і нижче». Однак, також за ведичними законами, Ашваттгаму слід було пощадити, оскільки він був сином брахмана. Тому Арджуна перебував в замішанні і не знав, як йому вчинити, крім того, він вже пообіцяв Драупаді принести голову вбивці її синів.
Коли Драупаді, друге ім'я якої було Крішна і яка була «найкращою з жінок» (Кальянов А. І.: Аді-Парва, гл.190) і «цнотливою з жінок» (Бгактіведанта Свамі Прабхупада: історичні відомості проДраупаді, Шрімад-Бхагаватам 1.13.4), побачила Ашваттгаму, який був пов'язаний мотузками і мовчав через здійснення їм ганебного вбивства п'яти її дітей, — вона щиро і добросердне надала йому шану, яке належить надавати брахманові або сину брахмана. Їй було нестерпно боляче бачити Ашваттгаму, пов'язаного мотузками, як тварина, і вона попросила Арджуну звільнити Ашваттгаму від вірьовок і не вбивати його.
Арджуна як і раніше був спантеличений, не знаючи як вчинити, і тоді Крішна сказав йому: «Не можна вбивати Брагма-бандгу, але якщо він агресор, це необхідно зробити. Всі ці закони є в писаннях і тобі слід діяти згідно з ними». Після цих слів Крішни Арджуна тут же зрозумів, як йому слід вчинити. Він зрізав своїм гострим мечем волосся і дорогоцінний камінь з голови Ашваттгами. Після цього Ашваттгама був вигнаний. Таким чином він, ображений і принижений, був одночасно убитий і не вбито: «Зрізати волосся з голови, позбавити багатства і вигнати з власного будинку — ось покарання, яким наказано піддавати родича брахмана. Смертна кара не входить до їхнього числа».